# Áo lửng

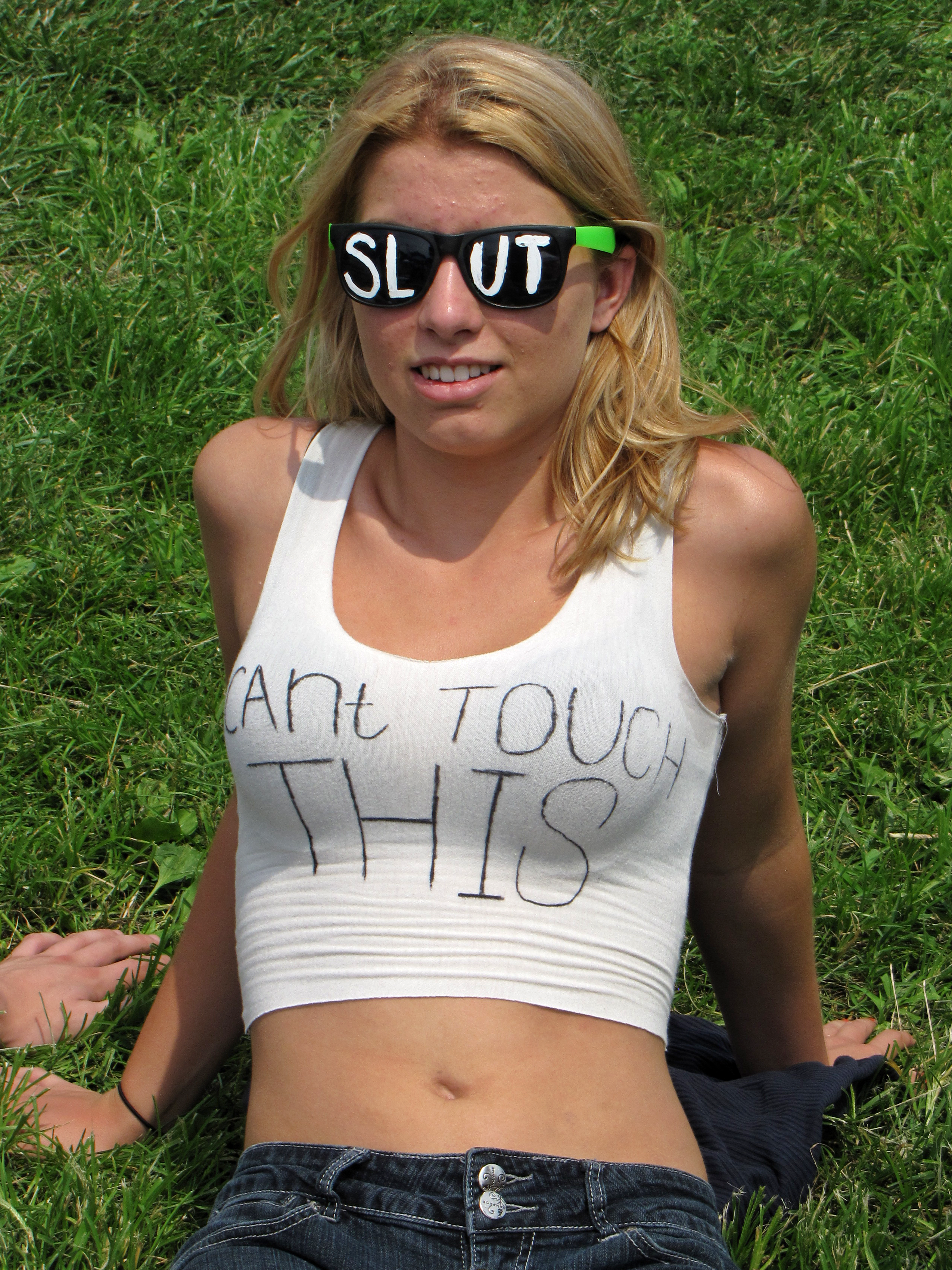
Một cô gái mặc áo hở eo, hở rốn

Áo lửng (Crop top) hay áo hở eo (Belly shirt) là một loại áo thời trang được thiết kế khi mặc sẽ để lộ và phơi bày phần eo, rốn hoặc phần bụng. Kiểu áo hiện đại trẻ trung này được các phụ nữ mặc, chưng diện, nhất là giới trẻ nhằm tạo sự thoải mái, phô bày vẻ đẹp khỏe khoắn, thon gọn, săn chắc của cơ thể (phần bụng). Áo crop top cũng đã được nam giới ăn bận kể từ thập niên 1970.

## Lịch sử
Lịch sử ban đầu của áo lửng (crop top) có sự giao thoa với quan điểm văn hóa hướng đến yếu tố Văn hóa và lịch sử khi cho rà đời kiểu trang phục midriff, bắt đầu với màn trình diễn của nữ diễn viên múa Little Egypt tại Hội chợ Thế giới Chicago năm 1893. Mặc dù áo hở eo (crop top) lần đầu tiên trở nên nổi bật trong ngành thời trang vào những năm 1930 và những năm 1940 phát xuất từ việc cắt xén kiểu dáng chiếc áo từ việc phân phối vải trong điều kiện thiếu thốn ở bối cảnh Thế chiến thứ II vào thời điểm đó, sự cởi mở này chủ yếu giới hạn ở đồ lót của phụ nữ. Phải đến cuộc cách mạng tình dục vào cuối những năm 1960 và đầu những năm 1970, sự phá cách này mới đạt được sự chấp nhận rộng rãi
Sau khi được công chúng chấp nhận phổ cập thì kiểu áo này còn được những người nổi tiếng như Barbara Eden (ngôi sao của I Dream of Jeannie của NBC) ăn bận rồi luôn cả Jane Birkin cũng ăn bận kiểu áo này. Một kiểu dáng khác là áo buộc dây hoặc áo sơ mi thắt nút, cũng xuất hiện trong xu hướng thời trang những năm 1940 và trở nên phổ biến trong những năm 1960. Vào những năm 1980, áo crop top cắt ngắn trở nên phổ biến hơn như một phần của cơn sốt thể dục nhịp điệu và là kết quả của sự nổi tiếng của bộ phim Flashdance. Ca sĩ Madonna đã mặc áo crop top lưới trong video ca nhạc của cô ấy cho bài hát "Lucky Star". Vào những năm 2010, áo crop top đã có sự hồi sinh nhờ sự thịnh hành của thời trang thập niên 1990 và vẫn tiếp tục được ưa chuộng trong những năm 2020. Kể từ giữa những năm 2010, áo crop top dành cho nam đã chứng kiến sự hồi sinh mạnh mẽ về mức độ phổ cập.

## Ảnh

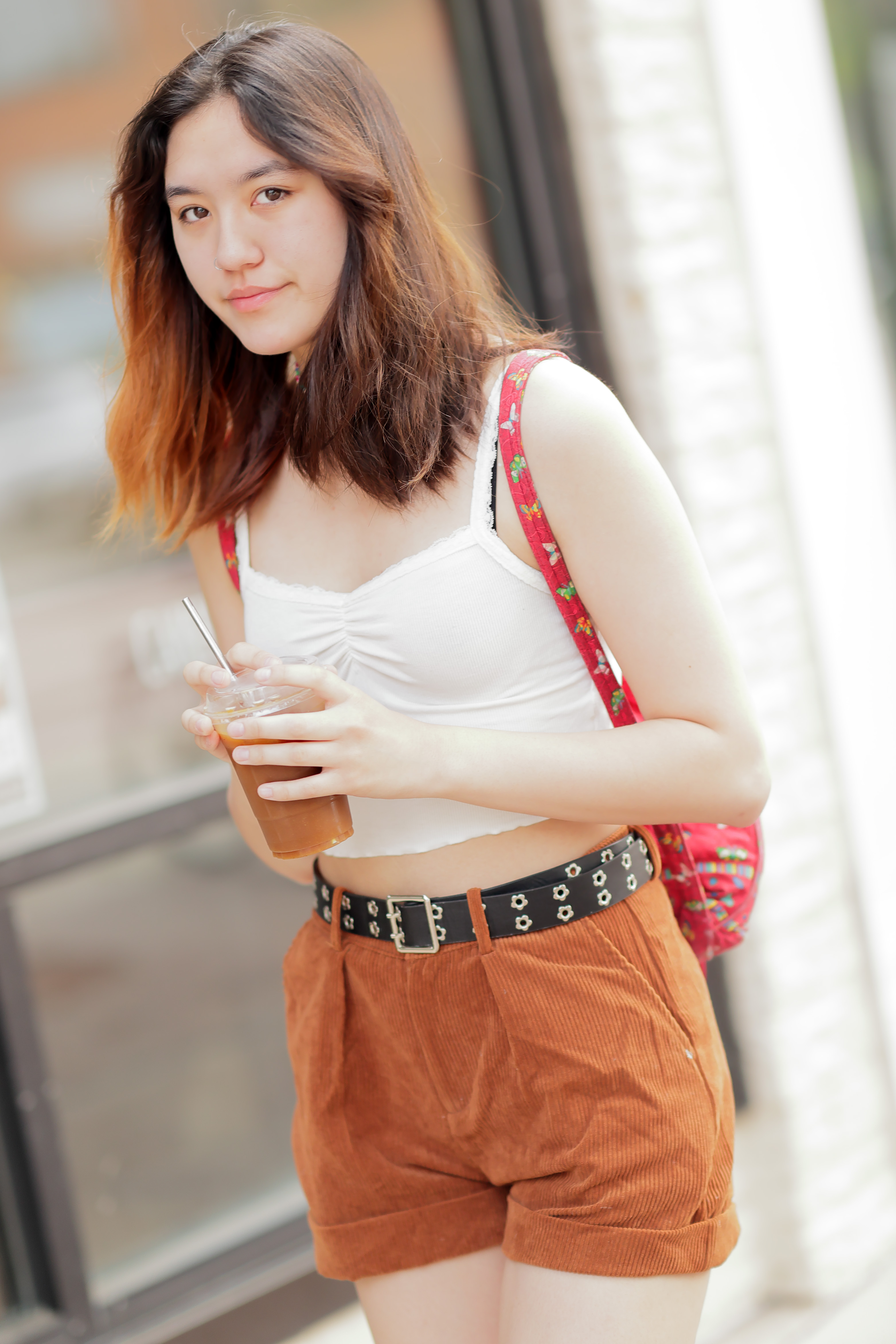
Một cô gái châu Á bận quần đùi áo lửng
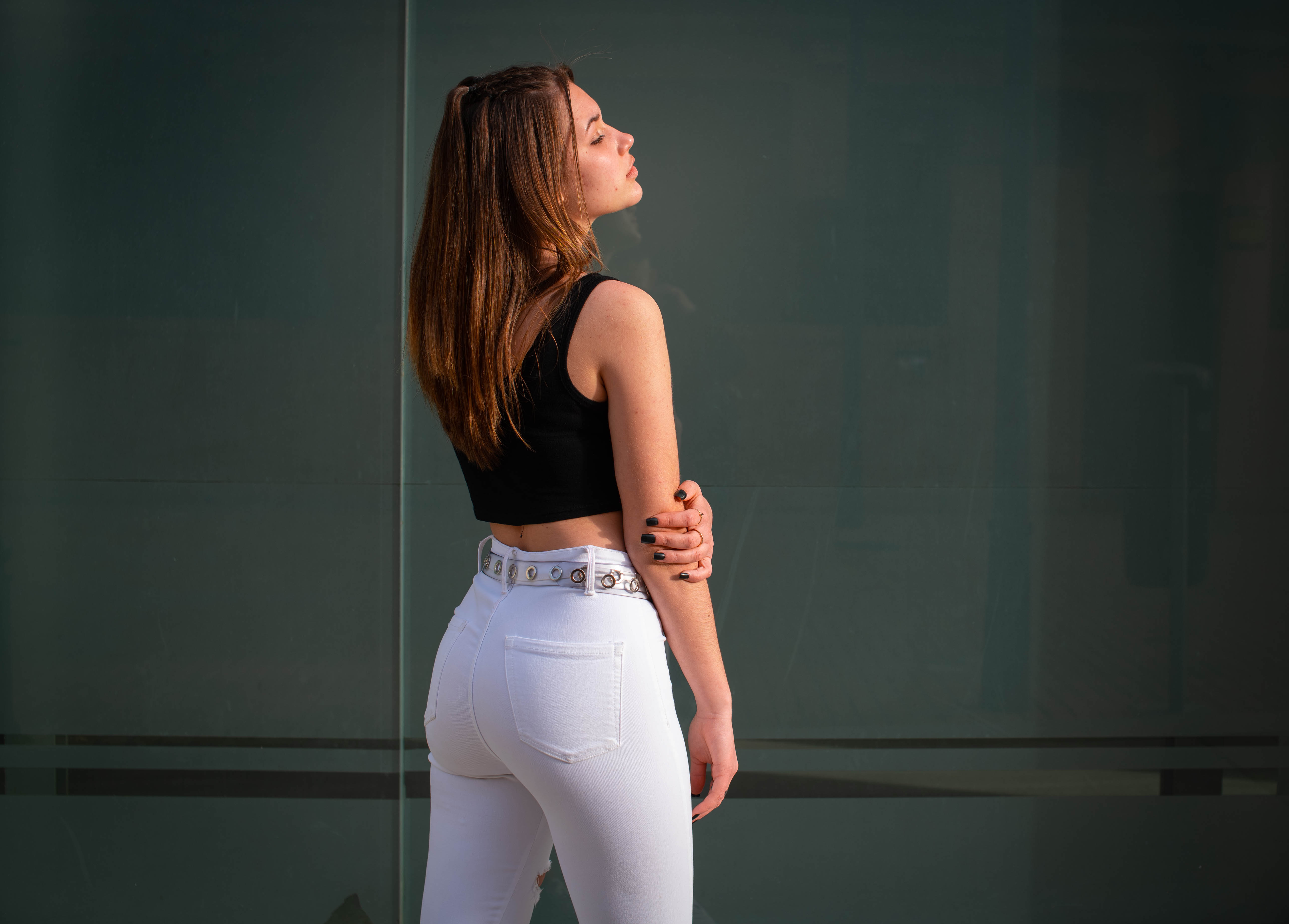
Một cô gái diện áo lửng đen phối với quần bò trắng
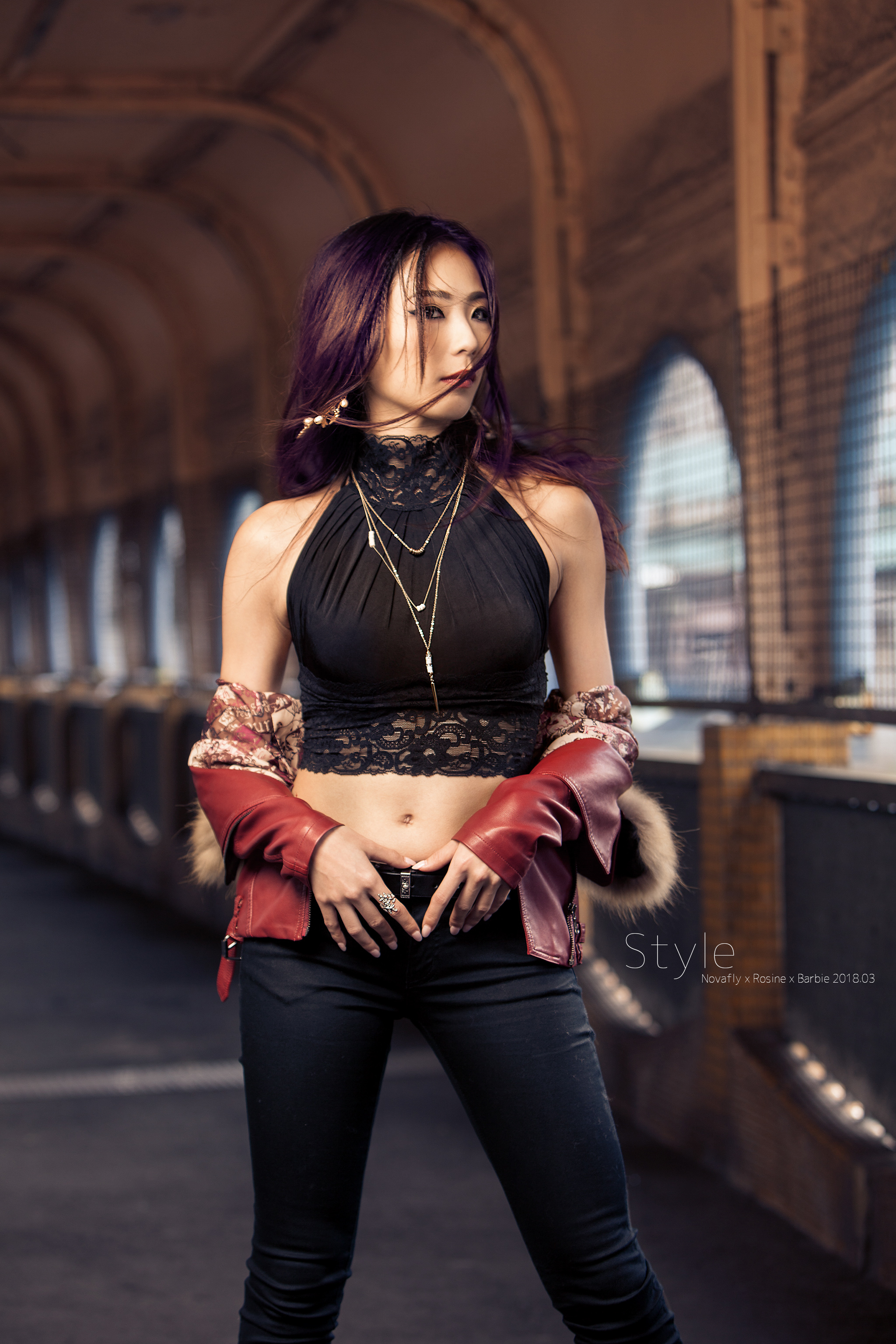
Một chiếc áo lửng đen